# Memfis, Egipt
Memfis (arabsko منف‎‎, Manf, izg. [mæmf], grško starogrško Μέμφις, Mémfis) je bil antična prestolnica Aneb-Heča, prvega noma Spodnjega Egipta. Njegove ruševine ležijo blizu mesta Mit Rahina, 20 km južno od Gize.
Po eni od legend je mesto ustanovil faraon Menes. Bil je prestolnica Starega kraljestva, kasneje pa pomembno mesto skkozi celo zgodovino antičnega  Sredozemlja. Imel je pomembno strateško lego v Nilovi delti. V glavnem mestnem pristanišču Peru-nefer je bilo zelo veliko delavnic, tovarn in skladišč, od koder so se živila in trgovsko blago razvažali po celem kraljestvu. V zlati dobi kraljestva je bil Memfis tudi regionalno versko središče.
Mesto je varoval bog Ptah, zaščitnik obrtnikov. Njegovo veliko svetišče Hut-ka-Ptah, kar pomeni mesto Ptahovega kaja, je bilo ena od najmogočnejših zgradb v mestu. Zgodovinarji so prepričani, da je iz naziva svetišča, ki se v grščini piše starogrško Aί γυ πτoς (Ai-gi-ptos), nastalo sodobno ime Egipt.
Zgodovina Memfisa je tesno povezana z zgodovino države. Propad mesta je bil posledica izgube njegovega gospodarskega pomena v pozni antiki, kateremu je sledil vzpon bližnje Aleksandrije na sredozemski obali. Po opustitvi starih egipčanskih verovanj, ki je sledilo  Solunskemu ediktu, je upadel tudi verski pomen mesta.
Ruševine nekdanje prestolnice dajejo samo delen vpogled v njegovo preteklost. Ruševine mesta in bližnje piramide v Gizi so od leta 1979 na seznamu Unescove svetovne dediščine. Mesto je kot muzej na prostem odprto za obiskovalce. 

## Imena
| mn · n | nfr | f · r | O24 | niwt |

| mn · n | nfr | f · r | O24 | niwt |

Memfis je imel v svoji skoraj štiri tisoč let dolgi zgodovini več imen. Njegovo starodvno egipčansko ime je bilo Inbu-hedi – belo zidovje ali obzidje.
Zaradi svoje velikosti je imel v različnih obdobjih tudi več drugih imen, ki so bila pravzaprav imena v tistem času pomembnih bližnjih krajev ali pokrajin. Po besedilu iz prvega vmesnega obdobja, na primer, se je takrat imenovalo Džed-Sut – Večno mesto, kot se je imenovala Tetijeva piramida.
Mesto je bilo tudi ena od točk, ki so jih omenjali kot  Ankh-Tawy – Življenje dveh dežel. Ime se je nanašalo na njegov strateški položaj med Gornjim in Spodnjim Egiptom. Ime se omenja od Srednjega kraljestva (okoli 2055–1640 pr. n. št.) in se pogosto pojavlja v starih egipčanskih besedilih. Nekaj zgodovinarjev trdi, da je bilo to ime dejansko ime enega od zahodnih okrožij mesta med velikim Ptahovim svetiščem in nekropolo v Sakari, v katerem je raslo sveto drevo.
Na začetku Novega kraljestva (okoli 1550 pr. n. št.) je mesto postalo znano kot Men-nefer – Večno in čudovito (mesto), v koptščini pa Menfe. Ime Memfis (Μέμφις)  je grška različica tega imena, ki se je prvotno nanašalo na piramido Pepija I. zahodno od mesta. 
V Svetem pismu se Memfis omenja kot Moph ali Noph.

## Atributi

### Lega
Memfis leži 20 km južno od Kaira na zahodni obali Nila. V zgodovinskih upravnih mejah Memfisa stojijo sodobna mesta Mit Rahina, Dahshur, Abusir, Abu Gorab in Zawyet el'Aryan. Memfis je označeval mejo med Gornjim in Spodnjim Egiptom – 22. nomo Gornjega Egipta in 1. nomo Spodnjega Egipta. 

### Prebivalstvo
Področje starodavnega mesta je zdaj nenaseljeno. Najbližje naselje je mesto Mit Rahina. Ocene števila prebivalcev so v različnih virih zelo različne. Po mnenju T. Chandlerja je imelo približno 30.000 prebivalcev in bilo od ustanovitve do okoli leta 2250 pr. n. št. in od leta 1557 do 1400 pr. n. št. daleč največje mesto na svetu. K.A. Bard je v ocenah bolj skromen in méni, da je imelo v Starem kraljestvu okoli 6.000 prebivalcev.

## Zgodovina
Memfis je bil prestolnica Starega Egipta več kot osemnajst zaporednih dinastij Starega kraljestva. Višek prestiža je dosegel med vladavino 6. dinastije kot središče čaščenja Ptaha, boga stvaritve sveta in umetniških del. Sfinga iz alabastra, ki čuva Ptahovo svetišče, je spomenik nekdanje moči in prestiža. Glavni predmet čaščenja v mestu je bila Memfiška triada, sestavljena iz stvarnika sveta Ptaha, njegove žene Sekmet in njunega sina Nefertuma. 
Kmalu po začetku vladavine  18. dinastije in vzponu Teb in Novega kraljestva je začel Memfis propadati. Ponovno je oživel pod Perzijci in po ustanovitvi Aleksandrije padel na trdno drugo mesto. V Rimskem cesarstvu je Aleksandrija ostala najpomembnejše egipčansko mesto. Memfis je ostal na drugem mestu do ustanovitve Fustata (ali Fostata) leta 641 n. št. Mesto je bilo zatem večinoma opuščeno in je postalo vir gradbenega materiala za okoliška naselja. V 12. stoletju je bilo še vedno obsežen kup ruševin, potem pa se je kmalu spremenilo v skupino nizkih ruševin in raztresenih kamnov.

### Legendarna zgodovina
Legenda, ki jo je zapisal svečenik Maneto, pravi, da je faraon Menes, ki je združil obe deželi, ustanovil prestolnico na obali Nila, tako da je z jezovi in nasipi preusmeril tok reke. Grški zgodovinar Herodot pripoveduje podobno zgodbo in nadaljuje, da so Perzijci, ki so bili med njegovim obiskom mesta suvereni Egipta, posvečali posebno pozornost jezovom, ki so branili mesto pred vsakoletnimi poplavami. Menes je bil morda mitološki kralj, podoben rimskemu Romulu. Nekateri zgodovinarji sklepajo, da se je Egipt najverjetneje združil zaradi vzajemnih potreb in nato razvil kulturne vezi in trgovinska partnerstva, čeprav ni sporno, de je bila prva prestolnica združenega Egipta prav Memfis. Egiptologi so legendarnega Menesa poistovetili z zgodovinskim Narmerjem, ki je predstavljen na Narmerjevi paleti. Narmer je osvojil Nilovo delto v Spodnjem Egiptu in se razglasil za faraona. Tablica je datirana v okoli 31. stoletje pr. n. št. in bi lahko bila povezana z zgodbo o Menesovi združitvi Egipta. Leta 2012 so na Sinaju odkrili napis, ki opisuje obisk preddinastičnega kralja Iri-Hora v Memfisu. Ker je Iri-Hor živel dve generaciji pred Narmerjem, slednji ni mogel biti ustanovitelj mesta.

### Staro kraljestvo
O Memfisu v Starem kraljestvu je malo znanega. Bil je prestolnica bogu ljubim faraonom, ki so iz mesta vladali od stanovitve Prve dinastije (okoli  3050 pr. n. št.). V zgodnjih letih Menesove vladavine je bil sedež vlade v Thinisu, malo južneje od Memfisa. Po Manetonu je »Bele zidove«  (Ineb-hedž) ustanovil Menes. Nekatera besedila omenjajo, da je Trdnjavo z belim obzidjem zgradil kralj zase, da bi laže nadziral zvezo med dvema rivalskima kraljestvoma. Kompleks faraona Džoserja iz tretje dinastije, ki stoji v antični nekropoli Sakare, bi lahko bil kraljeva pogrebna dvorana, saj vsebuje vse za to potrebne elemente: templje, oltarje, ceremonialna dvorišča, palače in vojašnice.
Zlata doba Memfisa se je začela s 4. dinastijo, ki je, zgleda, podpirala vlogo Memfisa kot vladarske rezidence, v kateri so faraoni prejeli dvojno krono, božansko manifestacijo združitve Dveh dežel. Kronanja in praznovanja, na primer praznik setve, so se dogajala v Ptahovem templju. Najstarejše znake takšnih ceremonijalov so odkrili v Džoserjevi grobnici.
V tem obdobju se je razvilo tudi svečeništvo Ptahovega templja. Pomembnost svetišča v tistem času dokazujejo računi za hrano in druge potrebščine, potrebne za pogrebne svečanosti vladarjev in drugih visokih osebnosti. Svetišče je omenjeno tudi v letopisih, ohranjenih na Kamnu iz Palerma, ki se začenjajo z vladavino faraona Mikerina. Znana so tudi imena memfiških visokih svečenikov, ki so delovali v parih najmanj do vladavine faraona Tetija.
Arhitektura tega obdobja je podobna tisti v Gizi, kraljevski nekropoli 4. dinastije, kjer so nedavna izkopavanja razkrila, da so bila dogajanja v kraljestvu osredotočena na gradnjo kraljeve grobnice. Memfis je bil takrat dedič dolge arhitekturne in umetnostne prakse, katero so navdihovali spomeniki prejšnjih vladarjev.
Vse omenjene nekropole so obkrožala prebivališča obrtnikov in delavcev, ki so se ukvarjali izključno z gradnjo kraljevih grobnic. Njihova naselja so se širila več kilometrov v vse smeri in skupaj z Memfisom tvorila megalopolis s templji, cestami in kanali, poveznimi s pristanišči na Nilu. Obseg mesta se je postopoma zelo povečal, središče mesta pa je ostalo v okolici Ptahovga templja.

### Srednje kraljestvo
Na začetku Srednjega kraljestva sta se prestolnica in faraonov dvor preselila na jug v Tebe in pustile Memfis za nekaj časa v senci. Memfis je kljub temu, da je izgubil položaj središča politične moči, ostal morda najpomembnejše središče trgovine in umetnosti, kar dokazujejo obrtniške četrti in pokopališča zahodno od Ptahovega templja.
Odkrile so se tudi sledi, ki kažejo, da je bilo mesto arhitekturno središče tistega časa. Velika granitna daritvena plošča faraona Amenemheta I. omenja, da je dal vladar zgraditi svetišče bogu Ptahu, zaščitniku resnice. Za vladarje Srednjega kraljestva je znano, da so organizirali gusarske odprave, roparske in vojaške pohode preko meja kraljestva in postavili številne kipe v čast bogov. V ruševinah Ptahovega templja so odkrili blok z imenom Senusreta II. in napisom, da je dal svoj prispevek kot darilo memfiškim bogovom. Odkrili so tudi veliko restavriranih kipov, ki jih pripisujejo faraonom iz 12. dinastije. Mednje spadata kamnita giganta, izkopana iz ruševin templja, kasneje restavrirana z imenom  Ramzesa II. Njegov kip je zdaj razstavljen v Egipčanskem muzeju v Kairu.
Po zapisih grškega zgodovinarja Herodota in Diodora Sicilskega je Amenemhet III. zgradil severna vhodna vrta v Ptahov tempelj. Med izkopavanji pod vodstvom Flindersa Petrieja so v tem delu templja resnično odkrili ostanke njemu pripisane gradnje. Omeniti je treba tudi to, da so v tem času v bližini kraljevih piramid v Sakari gradili tudi mastabe visokih Ptahovih svečenikov, kar kaže, da so bili v tem času faroni tesno povezani z duhovščino. V 13. dinastiji se je ta trend nadaljeval. Nekaj faraonov iz te dinastije je bilo pokopanih v Sakari, kar dokazuje, da je Memfis obdržal svoj položaj v srcu monarhije. 
Z invazijo Hiksov in njihovim vzponom na oblast okoli leta 1650 pr. n. št. je Memfis doživel obleganje. Po njegovem padcu so hiški kralji številne spomenike in kipe odstranili, oplenili ali uničili. S plenom so kasneje okrasili svojo novo prestolnico Avaris.

### Novo kraljestvo
18. dinastija se je začela z zmago Tebancev nad Hiksi. Amenhotep II. (vladal 1427–1401/1397 pr. n. št.) in Tutmoz IV. (vladal 1401-1391 ali 1397–1388 pr. n. št.) sta sicer posvečala nekaj pozornosti Memfisu, večina oblasti pa je ostala na jugu. V dolgem obdobju miru, ki je sledilo, se je v mesto ponovno vrnila blaginja, ki je bila posledica predvsem njegovega strateškega položaja. Zaradi utrditve poslovnih vezi z drugimi kraljestvi je pristanišče Peru-nefer (dobesedno Srečno pot) postalo vrata kraljestva v sosednje regije, vključno z Biblosom in Levantom. 
V Novem kraljestvu je Memfis postal središče izobraževanja kronskih princev in plemiških sinov. V Memfisu je bil rojen in vzgojen faraon Amenhotep II., ki je med vladavino svojega očeta postal setem – visoki svečenik Spodnjega Egipta. Njegov sin Tutmozis IV. je med bivanjem v Memfisu kot mlad princ doživel svoje slavne dokumentirane sanje. Med raziskovanjem mesta je pruski egiptolog Karl Richard Lepsius (1810–1884) vzhodno od Ptahovega templja odkril vrsto blokov in poškodovanih kolonad, ki so spadale h kraljevi rezidenci, najverjetneje k obredni dvorani. 
Tempelj boginje Astarte, mezopotamsko/asirske boginje plodnosti in vojne (babilonsko Ištar), za katerega je Herodot pomotoma trdil, da je Afroditin, je bil zgrajen v času 18. dinastije, verjetno med vladavino Amenhotepa III. (vladal 1391-1353 ali 1388-1351 pr. n. št.). Njegovo najpomembnejše delo v Memfisu je vsekakor tempelj z imenom  »Nebmatra, združen s Ptahom«. Lega tega svetišča ni natančno določena, njegovi številni rjavi kvarcitni bloki pa so se v času Ramzesa II. ponovno uporabili za gradnjo majhnega Ptahovega templja. Nekateri arheologi zato domnevajo, da je bil slednji zgrajen na mestu prejšnjega.
Po napisu, ki so ga odkrili v Memfisu, je Ehnaton (pred preimenovanjem Amenhotep IV., vladal 1353/51–1336/34 pr. n. št.) v mestu postavil Atenin tempelj. Pogrebno sobo enega od svečenikov Ateninega kulta so odkrili v Sakari. Njegov naslednik Tutankamon (pred preimenovanjem Tutankaton, vladal 1332–1323 pr. n. št.) je pred koncem drugega leta svoje vladavine kraljevi dvor preselil iz Akenatonove prestolnice Akenaten (Obzorje Atene) v Memfis. S preselitvijo se je v mestu začelo obdobje obnove templjev in običajev. Na enobóško obdobje atenizma se je gledalo kot na herezijo.
Grobnice pomembnih visokih uradnikov, kot sta bila Horemheb in Maja, so bili v Sakari, čeprav je bil Horemheb kot faraon (1319–1292 pr. n. št.)  pokopan v Dolini kraljev. Horemheb je bil Tutankamonov in Ajev poveljnik armade, Maja pa državni zakladnik. Aj je bil sprva Tutankamonov glavni minister, potem pa ga je nasledil kot faraon (vladal 1323–1319 pr. n. št.). Da bi utrdil svojo oblast, se je poročil s Tutankamonovo vdovo Anksenamon, tretjo od šestih hčera Ehnatona in Nefretete. Njena usoda ni znana. Horemheb je naredil nekaj podobnega s poroko z Nefretetino sestro Mutnodžemet. 
Nekaj dokazov kaže, da je Memfis pod Ramzesom II. zaradi bližine njegove nove prestolnice Pi-Ramzes dobilo večji politični pomen. Faraon je v mestu zgradil mnogo spomenikov in ga okrasil s kolosalnimi simboli svoje slave. Njegov naslednik  Merneptah (vladal 1213–1203 pr. n. št.) je zgradil palačo in jugovzhodni zid Ptahovega templja. V zgodnjem obdobju 19. dinastije je Memfis očitno ponovno vzbudil pozornost vladarjev, saj so med ruševinami mesta najbolj opazni dosežki ravno te dinastije.
V 21. In 22. dinastiji se je nadaljeval verski razvoj, ki se je začel z Ramzesom. Zgleda, da v tretjem vmesnem obdobju, v katerem so se v državi zgodile velike geopolitične spremembe, Memfis ni nazadoval, in da so faraoni poskušali razviti memfiški kult tudi v svoji novi prestolnici Tanis severovzhodno od Memfisa. Nekaj najdb iz nove prestolnice kaže, da je bil v njej Ptahov tempelj. Siamon, šesti vladar iz 21. dinastije, je zgradil tempelj, posvečen Amonu. Njegove ostanke je v zgodnjem 20. stoletju odkril Flinders Petrie južno od komleksa Ptahovega templja.
Faraon Šošenk I. (vladal 943–922 pr n. št.), ustanovitelj 22. dinastije, je zgradil prednje dvorišče in pilon Ptahovega templja, spomenik, ki ga je imenoval »Grad milijonov let Šošenka, Amonovega ljubljenca«. Spomenik je obdajal pogrebni kult, dobro znan v Novem kraljestvu, ki je vladal še več generacij po ustanovitvi templja. Vse to je nekaj znanstvenikov privedlo do sklepa, da bi v templju lahko bila tudi faraonova pogrebna soba. Šošenk je dal zgraditi tudi novo svetišče boga Apisa, povezanega predvsem pogrebnimi obredi, v katerih so ubili bika in ga obredno mumificirali.
Nekropolo visokih svečenikov v Memfisu, datirano v 22. dinastijo, so odkrili zahodno od foruma. V njej je bila kapela, katero je Ptahu posvetil princ Šošenk, sin Orsokona II. (vladal 872–837 pr. n. št.). Njegov grob v Sakari je leta 1939 odkril Pierre Montet. Kapela je zdaj razstavljena na vrtovih Egiptovskega muzeja v Kairu.

### Pozno obdobje
V tretjem vmesnem obdobju in poznem obdobju je bil Memfis pogosto prizorišče uporov lokalnih dinastij proti okupatorjem, predvsem Kušitom, Asircem in Perzijcem. 
Triumfalni pohod kušitskega vladarja Pija na Egipt se je končal z ustanovitvijo 25. dinastije s sedežem v Napati. Pijeva osvojitev Egipta je dokumentirana na Steli zmage v Amonovem templju v Džebel Barkalu. Pij je po osvojitvi Memfisa obnovil templje in kulte, ki so jih zanemarili med vladavino libijske 24. dinastije. Njegovi nasledniki so bili znani po gradnji kapel v jugozahodnem kotu Ptahovega templja.
Memfis je postal središče nemirov, ki jih je povzročila asirska grožnja. Pod faraonom Taharko je mesto postalo obmejno središče odpora, ki se je po izgonu kušitski kralja nazaj v Nubijo hitro sesul. Asirski kralj Asarhadon, katerega je podpiralo nekaj domorodnih egipčanskih princev, je leta 671 pr. n. št. zasedel Memfis. Njegova vojska je plenila po mestu, ubijala meščane in njihove glave natikala na kole. Asarhadon se je v svojo prestolnico Ninive vrnil z bogatim plenom in postavil Stelo zmage, na kateri je upodobljen Taharkov sin v verigah. Egipt se je takoj po njegovem odhodu uprl asirski oblasti.
Asarhadona je nasledil sin Asurbanipal, ki je nadaljeval ofenzivo proti Egiptu. V masovnem pohodu leta 664 pr. n. št. je bil Memfis ponovno oplenjen in opustošen. Faraona Tantamanija so Asirci zasledovali v Nubijo in ga porazili, s čimer se je končala kušitska vladavina v Egiptu. Na oblast je ponovno prišla dinastija, ki je vladala pred prihodom Perzijcev. Faraoni so v strahu pred invazijo iz Babilonije obnovili in okrepili mestne utrdbe.
Egipt in Memfis je po zmagi v bitki pri Pelesiju  leta 525 pr. n. št. zasedel perzijski kralj Kambiz II.. Perzijci so mesto še bolj utrdili. Postalo je središče novoustanovljene satrapije Egipt (Mudraya/Musraya) in to vlogo obdržalo skoraj stopetdeset let. V mestu je bila stalna perzijska vojaška posadka, nastanjena verjetno ob severnem obzidju blizu Apriesove palače. Mesto je kot upravno središče satrapije postalo tudi eno od središč trgovanja na ogromnem ozemlju, ki ga je osvojilo perzijsko Ahemenidsko cesarstvo.
Stele v Serapeju v Sakari, posvečene bogu Apisu, ki jih dal postaviti vladajoči monarh, so ključni dokument za razumevanje dogajanj v tem obdobju. Katakombe s pokopanimi ostanki svetih bikov so se tudi v tem času širile in dobile veličasten videz, ki je kazal na čezmerno rast tega kulta po celi državi in še posebej v Memfisu in njegovi nekropoli. Zgleda da spomenik, posvečen Kambizu II., spodbija Herodotove trditve, da se je osvajalec obnašal kriminalno in nespoštljivo do svetih običajev.
Ko je na oblast prišel faraon Amirtej  (vladal 404 pr. n. št.), se je začela ponovno prebujati narodna zavest, ki je po perzijski okupaciji hitro zamrla. Amirteja je porazil in nato oktobra 399 pr. n. št. v Memfisu usmrtil Neferit I., ustanovitelj 29. dinastije. Usmrtitev je dokumentirana na aramejskem papirusu (Brooklinski papirus 13). Neferit je prestolnico preselil v Mendes na vzhodu Nilove delte in Memfis je izgubil svoj politični položaj. Ohranil je vlogo verskega, trgovskega in strateško pomembnega središča odpora proti perzijskim poskusom ponovne osvojitve celega Egipta. 
Pod Nektanebom I. so se po celi državi začeli na veliko obnavljati templji. V Memfisu se je zgradilo močno novo obzidje Ptahovega templja. Obnovila so se tudi svetišča in kapele znotraj tempeljskega kompleksa. Nektaneb II. je nadaljeval delo svojega predhodnika. Začel je graditi velika svetišča, predvsem v sakarski nekropoli, jih okrasil s piloni in kipi in tlakoval ceste z vrstama sfing na obeh straneh. Njegovi napori, da bi pred Perzijci obranil obnovljeno održavo, so se končali z masovno invazijo Perzijcev leta 343 pr. n. št. in njegovim porazom v Palesiju. Nektaneb II. se je umaknil v južni del Memfisa, katerega je začel Artakserks III. oblegati. Faraona je prisilil na beg v Gornji Egipt in nato v Nubijo.
Kratkotrajna osvoboditev mesta pod uporniškim faraonom Habašem (vladal 338-335 pr. n. št.) je dokumentirana na sarkofagu bika Apisa z njegovim imenom. Odkrili so ga v Sakari in ga datirali v drugo leto njegovega vladanja. Memfis je leta 335 pr. n. št. osvojila vojska Dareja III.
Memfis je v Poznem obdobju doživel več zaporednih okupacij in osvoboditev. Večkrat je bil oblegan in bil prizorišče več najbolj krvavih bitk v zgodovini Egipta. Država je kljub podpori grških zaveznikov pri spodkopavanju perzijske nadoblasti padla v roke osvajalcev in Memfis ni bil nikoli več narodna prestolnica. Leta 332 pr. n. št. je pripadel Grkom, ki so na oblasti nasledili Perzijce. Egipt je ponovno dobil domorodnega vladarja šele po egiptovski revoluciji leta 1952.

### Ptolemajsko obdobje
Leta 332 pr. n. št. se je Aleksander Veliki v Ptahovem templju v Memfisu kronal za egipčanskega faraona in začel grško obdobje egipčanske zgodovine. Mesto je obdržalo svoj položaj, zlasti verski, tudi potem, ko je oblast prevzel Aleksandrov general Ptolemaj I. Soter. Po Aleksandrovi smrti leta 323 pr. n. št. je Ptolemaj poskrbel, da so njegovo telo prepeljali iz Babilona v Memfis, kjer so ga svečeniki v Ptahovem templju balzamirali. Ptolemaj je poudarjal, da je Aleksander uradno izrazil željo, da bi bil pokopan v Egiptu. Po Aleksandrovem pokopu so makedonski kralji skladno z običaji zahtevali egipčanski prestol zase. Ptolemaj II. Filadelf je Aleksandrov sarkofag prenesel v Aleksandrijo v kraljevo grobnico, zgrajeno prav zanj. Natančna lokacija grobnice se je pozabila. Po Elijanu je videc Aristander napovedal da bo »dežela, v kateri bo Aleksander pokopan, za vedno srečna in neosvojljiva«.
V Egiptu je zavladala Ptolemajska dinastija, s katero se je začelo postopno propadanja Memfisa. Ptolemaj I. je v Egiptu uvedel kult Serapisa s središčem v Sakari. V tem obdobju se je začel razvijati sakarski Serapeum. Zgradila se je Dvorana pesnikov, tempelj pa se je okrasil z dromosom in drugimi elementi grške arhitekture. Slava Serapisovega kulta se je razširila tudi preko meja države, ko so Ptolemajevi nasledniki njemu v čast zgradili veliko aleksandrijski Serapeum, pa je začela pojemati. 
Faraona Ptolemaj IV. Filopator in Ptolemaj V. Epifan sta leta  216 oziroma 196 pr. n. št. objavija tako imenovana Memfiška dekreta. Delegati visoke duhovščine iz celega kraljestva so se zbrali na sinodi pod pokroviteljstvom visokega Ptahovega svečenika in prisotnosti faraona, da bi začrtali državno versko politiko za naslednje obdobje, določili dajatve in takse, postavili nove osnove zanje in za plačevanje davka ptolemajskim vladarjem. Dekreta sta bila vklesana na stele v treh pisavah - demotski, hieroglifski in grški, da bi ju razumeli vsi podložniki. Najslavnejša stela je Kamen iz Rosette, ki je v 19. stoletju omogočil razvozlanje stare egičanske pisave.
Razen teh so obstajale tudi pogrebne stele, ki so dale vpogled v rodoslovje memfiške visoke duhovščine. Duhovščina je bila z vladajočo dinastijo v Aleksandriji povezana do te mere, da so bili nekateri visoki svečeniki poročeni s ptolemajskimi princesami, kar je še bolj utrdilo medsebojne vezi.

### Upadanje in propad
S prihodom Rimljanov sta Memfis in Tebe za vedno izgubila svoj položaj v korist Aleksandrije, ki se je odprla proti Rimskemu cesarstvu. V Egiptu se je okrepil kult Serapisa, božanstva, ki je bilo najbližje miselnosti novih vladarjev. Pojavilo se je tudi krščanstvo, ki je v Egiptu pognalo globoke korenine. Oboje skupaj je popolnoma uničilo stare memfiške kulte. 
V bizantinskem in koptskem obdobju se je mesto povsem razselilo in postalo kamnolom za gradnjo sosednjih naselij, vključno z novima prestolnicama Fustat in Kairo, ki so ju ustanovili Arabci po osvojitvi Egipta v 7. stoletju. Obe sta stali severno od Memfisa. V 13. stoletju je arabski letopisec   Abdul Latif po obisku mesta zapisal, da samo še ruševine kažejo na njegovo nekdanjo veličastnost. Sedanje ruševine so še bolj skromne od tistih, ki jih je videl Abdul Latif. Njegovi zapisi so spodbudili številne arheologe, da so začeli izkopavati ostanke mesta. Prve raziskave in izkopavanja Flindersa Petrieja v 19. stoletju so razkrile samo delček nekdanje slave.
Memfis je bil zaradi svojih nekropol s kamnitimi grobnicami, mastabami in templji in bližnjih piramid leta 1979 vpisan na Unescov seznam svetovne dediščine.

## Ostanki
V obdobju Novega kraljestva, zlasti med vladavino 19. dinastije, je Memfis doživljal obdobje razcveta moči in velikosti in bil tako političko kot kulturno tekmec Teb. Pokazatelj njegovega razvoja kaže kapela Setija I., posvečena čaščanju Ptaha. Po več kot sto letih izkopavanja na tem mestu so arheologi postopoma odkrili načrt in obseg starodavnega mesta.

### Veliki Ptahov tempelj
Hout-ka-Ptah, posvečen bogu stvarstva Ptahu, je največji in najpomembnejši tempelj v Memfisu in hkrati najbolj znamenita zgradba v Memfisu. Stal je na obsežnem ograjenem prostoru v mestnem središču. Bil je eden od treh najpomembnejših svetišč v Egiptu. Drugi dve sta bili Rajev tempelj v Heliopolisu in Amonov v Tebah. Večina znanja o njem izvira iz zapisov grškega zgodovinarja Herodota, ki je mesto obiskal med prvo perzijsko invazijo na Egipt, dolgo po padcu Novega kraljestva. Herodot piše, da je tempelj ustanovil sam Menes in da je bila njegova osrednja zgradba dostopna samo svečenikom in vladarjem, samega kompleksa pa ne opisuje. Arheološka izkopavanja so razkrila ogromen obzidan prostor, dostopen skozi več monumentalnih vrat v južnem, zahodnem in vzhodnem obzidju. Ostanki Velikega templja so razstavljeni v muzeju na prostem blizu velikega kolosa Ramzesa II., ki je nekoč označeval južno os templja. V muzeju je tudi velika monolitna sfinga, odkrita v 19. stoletju. Datirana je v obdobje 18. dinastije, verjetno v vladavino Amenhotepa II. ali Tutmoza IV. Sfinga je eden od najbolj prefinjenih primerkov tovrstnega kiparstva, ki še vedno stoji na prvotnem mestu. 
V muzeju na prostem so tudi številni drugi kipi, kolosi, sfinge in arhitekturni elementi, večina najdb pa je bila prodana velikim muzejem po celem svetu. Velik del najdb je v Egipčanskem muzeju v Kairu. 
Celoten videz templja še vedno ni jasen, ker je raziskan samo glavni dostop do njega. Nedavna izkopavanja so razkrila velike kipe iz obdobja Ramzesa II., ki so krasili vrata ali stolpe. Ramzesa II. je znotraj tempeljskega kompleksa zgradil tudi najmanj tri svetišča, posvečena drugim bogovom.

### Ptahov tempelj Ramzesa II.
Majhen tempelj na jugozahodnem vogalu Vekega Ptahovega templja, je bil posvečen pobóženju Ramzesa II. in trem državnim bogovom: Horu, Ptahu in Amonu. Njegove ruševine je leta 1942 odkril arheolog Ahmed Badawy, izkopal pa Rudolf Anthes leta 1955. Izkopavanja so razkrila versko zgradbo s stolpom, dvorišče za daritve, portik s stebri, kateremu je sledila stebriščna dvorana in tridelno svetišče, vse obzidano z zidaki iz blata. Zunanji del je iz obdobja Novega kraljestva.

### Ptahov in Sehmetin tempelj Ramzesa II.
Bolj proti vzhodu v bližini Ramzesovega kolosa je stal majhen tempelj, domnevno iz obdobja 19. dinastije. Posvečen je bil verjetno Ptahu, njegovi božanski ženi Sehmet in pobóženju Ramzesa II. Ruševine niso tako dobro ohranjene kot druge v njegovi bližini, ker so temelje po opustitvi mesta v pozni antiki očitno uporabili za gradnjo drugih objektov. 

### Ptahov tempelj faraona Merneptaha
Jugovzhodno od kompleksa Velikega templja je faraon Merneptah iz 19. dinastije postavil novo svetišče v čast glavnega mestnega boga Ptaha. Tempelj je na začetku 20. stoletja odkril Flinders Petrie, ki je v njem prepoznal podobo grškega boga Proteusa, ki jo je omenil Herodot. 
Vhod v zgradbo sta nekoč krasila dva ogromna kipa, ki sta zdaj v Muzeju Memfisa in prikazujeta faraona z belo krono Gornjega Egipta (hedžet).
Najdišče je med prvo svetovno vojno odkopal Clarence Stanley Fisher. Do zdaj je bil odkopan samo del svetišča. Med izkopavanji so arheologi odkrili sledove zgradbe iz zidakov iz blata, za katero se je kmalu izkazalo, da je velika ceremonialna palača, zgrajena ob templju. Nekatere ključne kamnite elemente je Egipt podaril Univerzi Pensilvanije, ki je financirala odpravo, drugi pa so v muzeju v Kairu.
Tempelj je bil aktiven ves preostali čas Novega kraljestva, potem pa je bil postopoma opuščen. Študije kažejo, da je bil v Poznem obdobju že v ruševinah, katere so kasneje prekrile nove zgradbe.

### Tempelj boginje Hator
Mali Hatorin tempelj južno od obzidja Hout-Ka-Ptah je odkril arheolog Abdullah al-Sayed Mahmud v 1970. letih. Zgrajen je bil med vladavino Ramzesa II. in posvečen boginji Hator. Je edini do zdaj odkriti Hatorin tempelj v Memfisu.
Domneva se, da se je uporabljal predvsem za obredne namene med vlikimi verskimi prazniki. Domneva se tudi, da je v Memfisu obstajal tudi velik Hatorin tempelj, ki še ni bil odkrit.

### Drugi templji
Severno od Memfisa so odkrili tempelj boga Mitre iz rimskega obdobja. Astartin tempelj, ki ga je opisal Herodot, je v času njegovega obiska stal na prostoru, rezerviranem za Feničane. Severno od Ptahovega templja naj bi stal tudi tempelj boginje Neit. Nobenega od njiju še niso odkrili. 
Memfis je domnevno gostil tudi številne templje, posvečene bogovom iz Ptahovega spremstva. Obstoj nekaterih dokazujejo hieroglifski zapisi. Izkopavanja, ki še vedno potekajo v okolici Mit Rahine, naj bi razširila znanje o načrtu starodavnega verskega mesta.

#### Sekmetin tempelj
Templja, posvečenega Ptahovi ženi, boginji Sekmet, še niso odkrili, čeprav je dokumentiran v egipčanskih virih. Arheologi njegove ostanke še vedno iščejo.

#### Apisov tempelj
Apisov tempelj v Memfisu je bil posvečen svetemu biki Apisu, ki naj bi bil živa podoba boga Ptaha. Tempelj so podrobno opisali klasični zgodovinarji Herodot, Diodor in Strabon, vendar ga v ruševinah stare prestolnice še niso odkrili. 
Herodot je preddverje templja opisal kot stebrišče z ogromnimi kipi, zgrajeno med vladavino faraona Psametika I.
Strabon je mesto obiskal po rimski zasedbi po zmagi v bitki s Kleopatro pri Akciju. Tempelj je opisal kot zgradbo z dvema dvoranama, eno za bika in drugo za njegovo mater. Stal naj bi v bližini Ptahovega templja. Sveti bik Apis je služil za prerokovanje. Njegove gibe so tolmačili kot prerokbe. Njegov dih je bil zdravilen, njegova prisotnost pa je z moškostjo blagoslovila vse okoli njega. Tempelj je imel okno, skozi katero so ga lahko opazovali. Na določene praznike so ga vsako leto okitili z nakitom in cvetjem in vozili po mestnih ulicah.
Leta 1941 je arheolog Ahmed Badawy v Memfisu odkril prve ostanke s podobami boga Apisa. Mesto, ki ga je odkril na področju velikega Ptahovega templja, se je izkazalo za pogrebno dvorano, zgrajeno posebej za balzamiranje svetih bikov. Stela iz Sakare pravi, da je faraon Nektaneb II. ukazal obnovo te zgradbe, kar dokazujejo elementi, datirani v obdobje 30. dinastije. Omenjeni sveti del templja je verjetno edini ohranjeni del celote, ki sta jo opisala Strabon in Diodor.
Večina znanja o Apisovih kipih izvira iz pogrebnih sob, znanih kot Serapeum, odkritih v severozahodnem delu Sakare. Najstarejši pokopi na tem mestu so iz vladavine Amenhotepa III.

#### Amonov tempelj
Amonov tempelj južno od Ptahovega templja je zgradil faraon Siamon iz 21. dinastije. Tempelj (ali templji) so bili posvečeni tebanski triadi, ki so je sestavljali Amon, njegova žena Mut in njun sin Konsu. Triada je bila gornjeegipčanska dvojnica memfiške triade, ki so jo sestavljali Ptah, Sekmet in Nefertem.

#### Atenin tempelj
Obstoj Ateninega templja v Memfisu dokazujejo hieroglifi v grobnicah memfiških dostojanstvenikov s konca 18. dinastije, odkritih v Sakari. Med njimi je tudi grobnica faraona Tutankamona, ki je začel kariero med Ehnatonovo vladavino kot upravitelj Ateninega templja v Memfisu. 
Od zgodnjih izkopavanj v Memfisu v poznem 19. in zgodjem 20. stoletju so odkritja v različnih delih mesta kazala na prisotnost svetišč, v katerih so častili sončni disk. Lokacije teh zgradb so se izgubile, zato različne hipoteze temeljijo na odkritjih v Amarni.

### Kipi Ramzesa II.
V ruševinah Memfisa so odkrili veliko kipov Ramzesa II.
V memfiškem muzeju na prostem je gigantski kip faraona, izklesan iz apnenca in dolg okoli deset metrov. Kip je leta 1820 blizu južnega vhoda v Ptahov tempelj odkril italijanski arheolog Giovanni Caviglia. Podnožje kipa in faraonove noge so poškodovane, zato je kip razstavljen ležeč na hrbtu. Nekaj barv se je delno ohranilo, lepota kipa pa je v popolnih podrobnostih in anatomiji človeškega telesa. Faraon nosi belo krono Gornjega Egipta (hedžet). 
Caviglia je nameraval kip poslati velikemu toskanskemu vojvodi Lepopoldu II. Njegov posrednik Ippolito Rosellini je predlagal, naj se kolos zaradi izjemnih transportnih stroškov razreže na več delov, kar se na srečo ni zgodilo. Kasneje je vali in samooklicani khedive Egipta in Sudana Mohamed Ali Paša nameraval kolosa pokloniti Britanskemu muzeju. Muzej je zaradi previsokih transportnih stroškov ponudbo zavrnil in kip je ostal v Memfisu.
Kolos je bil eden od dveh, ki sta krasila vzhodni vhod v Ptahov tempelj. Drugega, ki ga je še isto leto prav tako odkril Cavilia, so v 1950. letih restavrirali. Visok je  11 metrov. Najprej so ga postavili na trg Bab Al-Hadid v Kairu in trg preimenovali v Ramzesov trg. Ker lokacija zanj ni bila primerna, so ga leta 2006 prestavili na začasno lokacijo v Gizo, kjer ga trenutno restavrirajo. Kopija kolosa stoji v kairskem predmestju Hielopolis.

### Sakara in nekropole
Memfis je imel zaradi velikega števila prebivalcev več nekropol, vključno z najslavnejšo Sakaro. V urbanem delu mesta so bila pokopališča zahodno od Velikega templja. 
Del mesta z imenom Ankh-tawy je bil nekropola že v Srednjem kraljestvu. V tem delu mesta so odkrili tudi nekropolo visokih svečenikov. Po podatkih v nekaj virih so bili tam tudi kapela ali molilnica boginje Bastet in pogrebni templji, posvečeni faraonom Novega kraljestva. Njihovo vlogo arheologi primerjajo z vlogo Templjev milijonov let tebanskih faraonov.

### Kraljeve palače
Memfis je bil sedež moči več kot osem dinastij. Po Manetonovih podatkih je prvo palačo zgradil Narmerjev naslednik Aha, ustanovitelja 1. dinastije. V mestu je zgradil tudi trdnjavo z belim obzidjem. Egipčanski viri trdijo, da je nekaj palač iz Starega kraljestva stalo pod sedanjimi kraljevskimi piramidami. Palače so bile ogromne in okrašene s parki in jezeri.
Merneptah je ukazal gradnjo velikega obzidanega kompleksa, v katerem je bil nov tempelj in spremljajoče palače. Kasneje je faraon Vahibre (Apries) zgradil palačni kompleks na vzpetini nad mestom, v katerem je bila kraljeva palača, trdnjava, vojašnice in orožarna. Flinders Petrie je med izkopavanji odkril številne dokaze vojaških dejavnosti. Nekateri viri kažejo, da je bila v mestu tudi palača Tutmoza I., ki se je uporabljala še med vladavino Tutmoza IV.

### Druge zgradbe
Okoli osrednje palače in templjev so bile mestne četrti, v katerih so bile obrtne delavnice, arzenali, ladjedelnice in skladišča. Nekatere bivalne četrti so bile naseljene predvsem s tujci, najprej Hetiti in Feničani, nato s Perzijci in nazadnje z Grki. 
Antična poročila kažejo, da se je mesto enakomerno širilo v vse smeri in da se je Nilova struga počasi premikala proti vzhodu in dala prostor za vzhodni del stare prestolnice. Na tem prostoru so dominirala velika vzhodna vrata v Ptahov tempelj.

## Zgodovinski zapisi in raziskave
Memfis je slovel že od antike in je omenjen v številnih antičnih virih, tako egipčanskih kot tujih. Diplomatski dokumenti, najdeni na različnih mestih, vsebujejo korespondenco mesta z različnimi mesti in cesarstvi na Sredozemlju, Bližnjem vzhodu in Afriki. Med njimi so tako imenovana Amarnska pisma, ki vsebujejo porobno trgovinsko pogodbo med Memfisom in babilonskimi vladarji in različnimi mestnimi državami v Libanonu. Asirski kralji uvrščajo Memfis na seznam osvojenih mest. 

### Antični viri
Od druge polovice 1. tisočletja pr. n. št. je mesto vedno pogosteje in obširneje omenjeno v besedilih antičnih zgodovinarjev, zlasti potem, ko je navezalo trgovske stike z Grčijo. Trgovcem so sledili popotniki, ki so s svojimi zapisi omogočili rekonstruiranje slavne preteklosti Memfisa. Med najpomembnejše antične avtorje spadajo:
- Herodot, grški zgodovinar, ki je mesto obiskal med prvo vladavino  Ahemenidov v 5. stoletju pr. n. št. in opisal njegove spomenike.[52]
- Diodor Sicilski, grški zgodovinar, ki je mesto obiskal v 1. stoletju pr. n. št. in opisal mesto med vladavino Ptolemajev.[53]
- Strabon, helenistični geograf, ki je mesto obiskal po rimski osvojitvi mesta v poznem 1. stoletju pr. n. št.[54]

Kasneje mesto pogosto omenjajo drugi latinski in grški avtorji, ki redkokdaj opisujejo mesto na splošno ali podrobnosti njegove kulture, kot sta jih je opisala Svetonij  in Amijan Marcelin. Slednji je posebno pozornost posvečal čaščenju Apisa. V krščanskem obdobju, ki je sledilo grškemu, je mesto utonilo v pozabo. Dejavnosti v tem času in v njegovem zadnjem obdobju so opisane samo v nekaj virih.
Ob prihodu Arabcev v 7. stoletju n. št. je bilo mesto že v ruševinah. Med glavne vire iz tistega časa spadajo:
- Abd-al-Latif, slavni geograf iz Bagdada, ki je med svojim potovanjem po Egiptu v 13. stoletju opisal ruševine mesta.
- Al-Maqrizi, egiptovski zgodovinar iz 14. stoletja, ki je mesto podrobno opisal.

### Prve raziskave
Leta 1652 je francoski popotnik Jean de Thévenot med obiskom Egipta v ruševinah mesta prepoznal Memfis in v Evropi potrdil trditve starih arabskih piscev. Njegov opis je bil kratek, vendar je pomenil prvi korak k arheološkim raziskavam, ki so začele z Napoleonovim pohodom na Egipt leta 1798. Opravili so jih znanstveniki v spremstvu francoskih vojakov in potrdili Thévenotove trditve. Rezultate raziskav so objavili v slavni Description de l'Égypte, karti regije, na kateri je bila prvič natančno označena lega Memfisa. 

### 19. stoletje
Zgodnje francoske odprave so utrle pot za kasnejše podrobnejše raziskave, ki so se začele v 19. stoletju in še trajajo. Med najpomembnejše egiptologe in arheologe Memfisa spadajo tudi:
- Caviglia in Sloane, ki sta opravila prve raziskave leta 1820. Odkrila sta kolos Ramzesa II., ki je zdaj razstavljen v muzeju na prostem.
- Jean-François Champollion, ki je na svojem potovanju po Egiptu leta  1828-1830 opisal odkritja Caviglie in Sloana, opravil nekaj izkopavanj in razvozlal številne napise. Obljubil je, da se bo vrnil za več časa, vendar mu je načrte preprečila nenadna smrt leta 1832.[58]
- Karl Richard Lepsius, ki je med prusko odpravo leta 1842 opravil hiter pregled ruševin in narisal prvo podrobno karto, ki je postala osnova za vse kasnejše raziskave in izkopavanja.[59]

Med britansko okupacijo Egipta sta razvoj kmetijstva in sistematično obdelovanje poplavnih ravnic v Nilovi delti privedli do številnih naključnih arheoloških odkritij. Večina najdenih predmetov je padla v roke zasebnih zbiralcev, ki so potovali po državi v imenu londonskega, pariškega, berlinskega in torinskega muzeja. Ena od takih naključnih najdb so ostanki rimskega mitreja pri vasi Mit Rahina.
Od leta  1852 do 1854 je Joseph Hekekyan v imenu egiptovske vlade opravil geološke raziskave najdišča in ob tem odkril več predmetov, na primer kamne v Kom el-Khanzirju severovzhodno od Ptahovega templja. Kamni iz amarnskega obdobja so bili okrašeni z reliefi in so izvirali iz Ateninega templja v Memfisu, kasneje pa so se skoraj zagotovo uporabili za temelje nekega drugega porušenega spomenika. Odkril je tudi kolos Ramzesa II. iz rožnatega granita. 
Vedno več arheoloških odkritij in stanje v državi je grozilo, da bodo vse te dragocenosti prejkoslej odpeljali iz Egipta. Auguste-Édouard Mariette, ki je Sakaro obiskal leta 1850, je spoznal, da mora Egipt ustanoviti institucijo, ki bo odgovorna za raziskave in ohranitev svojih arheoloških zakladov. Leta 1859 je ustanovil Egyptian Antiquities Organisation (EAO) in organiziral izkopavanja v Memfisu, ki so razkrila prve dokaze o obstoju velikega Ptahovega templja in kipe faraonov iz Starega kraljestva.

### 20. stoletje
Velike raziskave angleškega egiptologa Flindersa Petrieja v letih 1907-1912 so razkrile večino sedaj vidnih ruševin. Glavna odkritja med temi izkopavanji so bila stebriščna dvorana Ptahovega templja, pilon Ramzesa II., velika sfinga iz alabastra in velika severna stena Vahibrejeve palače. Petrie je odkril tudi ostanke Siamonovega Amonovega templja in Merneptahovega Ptahovega templja. Njegovo delo je prekinila prva svetovna vojna, kasneje pa so ga prevzeli drugi arheologi, ki so odkrli nekaj pozabljenih spomenikov starodavne prestolnice.
Časovnica glavnih raziskav in odkritij:
- 1914 to 1921: izkopavanja arheologov Univerze v Pensilvaniji v Ptahovem templju, ki so razkrila sosednjo palačo.
- 1942: raziskave EAO, ki jih je vodil egiptolog Ahmed Badawy, odkrijejo mali Ptahov tempelj Ramzesa II. in kapelo grobnice princa Šošenka iz 22. dinastije.[62]
- 1950: Egiptolog Labib Habachi odkrije kapelo Setija I. Egiptovska vlada se oje odločila, da se velik Ramzesov kolos iz rožnatega granita preseli v Kairo. Spomenik je bil postavljen pred glavno železniško postajo na trgu, ki se je kasneje preimenoval v Midân Rameses.
- 1954: naključna odkritja cestnih delavcev v nekropoli iz Srednjega kraljestva v Kom el-Fakhriju.[63]
- 1955 to 1957: Rudolph Anthes v imenu Univerze v Filadelfiji raziskuje in čisti mali Ptahov tempelj Ramzesa II. in kapelo za balzamiranje Apisa.[64]
- 1969: naključno odkritje kapele malega Hatorinega templja.[42]
- 1970 do 1984: izkopavanja EAO pod vodstvom Abdullaha el-Sayed Mahmuda, Huleila Ghalija in Karima Abu Shanaba očistijo mali Hatorin tempelj.
- 1980: izkopavanja dvorane za balzamiranje Apisa in druge raziskave Ameriškega raziskovalnega centra v Egiptu.[65]
- 1982: Egiptolog Jaromir Málek preučuje in dokumentira odkritja v malem Ptahovem templju Ramzesa II.[66]
- 1970 in 1984 do 1990: izkopavanja Egiptovske raziskovalne družbe iz Londona. Nadaljujejo se izkopavanja stebriščne dvorane in pilona Ramzesa II. Odkrijejo se granitni bloki z letopisi vladavine Amenemheta II., nadaljujejo izkopavanja grobnic visokih Ptahovih svečenikov in nekropole pri Sakari. [67]
- 2003: obnovljena izkopavanja v malem Hatorinem templju pod vodstvom EAO, ki se preimenuje v Vrhovni odbor za starine.
- 2003 in 2004: izkopavanja velikega obzidja severno od Memfisa, ki jih je opravila mešana rusko-belgijska skupina raziskovalcev.

## Galerija
- Čiščenje kolosa Ramzesa II.
- Podoba Ptaha, ki so jo odkrili na zidu Hatorinega templja.
- Alabastrna sfinga, ki so jo odkrili pred Velikim Ptahovim templjem.
- Kip Ramezesa II. v muzeju na prostem.
- Obraz sfinge pred Ptahovim templjem
- Kolos Ramzesa II.